# La tierra caliente
La tierra caliente es el nombre dado en castellano de la novela cuyo nombre original en inglés es "Up above the world" de Paul Bowles, publicada por primera vez en 1966.
Se trata de una pareja estadounidense, los Slade —un médico envejecido y su joven y atractiva mujer en segundas nupcias—, quiénes viajando por turismo en América Central quedan -sin darse cuenta- enredados en la trama de un crimen y engañados por un joven misterioso cuyos motivos ellos desconocen.

## Argumento
En medio de su viaje Dr. Slade y su mujer tiene un encuentro con una señora que parece importante quién les dice que va a visitar su hijo. En barco arriban a un pueblo sin identificar de un país de latinoamericano, encuentran que el alojamiento es escaso, entonces la Señora Slade acuerda compartir una habitación de hotel solo por una noche. Durante aquella noche, la señora es asesinada con una inyección de curare, pero cuándo los Slades se van muy temprano por la mañana para abodar la próxima conexión, la Señora Slade cree -erróneamente- que la mujer que yacía junto a ella todavía esta dormida.
Unos cuantos días más tarde, en otra ciudad, leyeron en el diario que el hotel se incendió justo luego de haberse ido y que la mujer había muerto en el fuego. Nadie sospecha la verdadera razón, que el incendio fue para encubrir el asesinato. Esto es cuándo Dr. y Señora Slade conocen a Grove Soto, un encantador y según parece joven rico quién les ofrece su hospitalidad. Luego resulta que la mujer recientemente difunta era su madre y Soto finge un shock por al muerte prematura, la pareja no tienen idea que de hecho fue él quién la mató por codicia.
Cuando Soto no puede estar seguro acerca de que Señora Slade ignora completamente el delito, él extiende su hospitalidad invitandolos a su granja en el campo y los convence de quedarse más tiempo del que había planeado. Al mismo tiempo, con la ayuda tanto del personal de su casa, como de su amante cubana de diecisiete años Luchita, les da un cóctel de drogas cuyos efectos incluyen amnesia parcial, Los Slade se confunden con los síntomas de una infección virósica seria, cuya recuperación es supuestamente lenta.
Al final Dr. Slade, quién ha estado apenas consciente por días, desaparece, mientras su mujer sospecha más y más de fuerzas siniestras. Ella escapa a la ciudad más cercana, donde hay una fiesta, sólo para darse cuenta de que Soto también ha planeado este escape. Sin volver a ver su marido otra vez, tiene que enfrentarse tanto a adversario como su propio destino entre los pueblerinos de fiesta.

## Reseña
- Conrad Knickerbocker, en inglés: "The Destruction of Innocence", The New York Times (12 de marzo de 1966).

- Datos: Q2904801